# کفش‌کنان
کفش‌کنان، مرکز دهستان کفشکنان و روستایی از توابع بخش مرکزی شهرستان بهمئی در استان کهگیلویه و بویراحمد ایران است.

## جمعیت
روستای کفش‌کنان در دهستان کفشکنان قرار دارد و براساس سرشماری عمومی نفوس و مسکن در سال ۱۳۹۵، جمعیت آن ۲۹۵ نفر (۸۳ خانوار) بوده‌است.